# Rytíři Kladno
Rytíři Kladno är en tjeckisk ishockeyklubb i Kladno som bildades 1924. Klubben har blivit tjeckoslovakiska mästare sex gånger: 1959, 1975, 1976, 1977, 1978 och 1980.

## Klubbnamn
- 1924 – HOSK Kladno
- 1948 – TJ Sokol Kladno
- 1949 – TJ Sokol SONP Kladno
- 1953 – DSO Baník Kladno SONP
- 1958 – TJ SONP Kladno
- 1977 – TJ Poldi SONP Kladno
- 1989 – HC Poldi Kladno
- 1991 – HC Kladno
- 1995 – HC Poldi Kladno
- 1996 – HC Kladno
- 1997 – HC Velvana Kladno
- 2000 – HC Vagnerplast Kladno
- 2003 – HC Rabat Kladno
- 2006 – HC GEUS OKNA Kladno
- 2010 – HC Vagnerplast Kladno
- 2011 – Rytíři Kladno

## Kända spelare
- Jaromír Jágr
- Patrik Eliáš
- Tomáš Vokoun
- Marek Židlický
- Radek Smoleňák
- Michal Pivoňka
- Martin Procházka
- Pavel Patera
- Milan Hnilička
- Tomáš Plekanec
- bröderna Tomáš och František Kaberle
- David Krejčí
- Milan Nový
- Jaroslav Jiřík
- Ondřej Pavelec
- Jakub Voráček
- Michael Frolík
- Jiří Tlustý
- Petr Tenkrát
- Ivan Huml
- Petr Tatíček
- Miloslav Hořava
- Pavel Skrbek
- Zdeněk Nedvěd
- Jiří Fischer
- Ladislav Kohn